# José Milton Dallari
José Milton Dallari Soares é um político, engenheiro e advogado brasileiro.
Foi um dos criadores do Plano Real, em 1994, e se tornou conhecido como "xerife dos preços" por ter negociado com o setor privado a implantação da URV e sua conversão para a nova moeda, com o objetivo de evitar desequilíbrio de custos e explosão dos preços.
Disputou as eleições de 2010, como candidato a deputado estadual por São Paulo, mas não se elegeu. Atualmente, é coordenador do PSDB na região de Bragança Paulista.